# Leopold Josef z Daunu
Leopold Josef Maria hrabě z Daunu, kníže z Thiana (24. září 1705 Vídeň – 5. února 1766 tamtéž) byl rakouský šlechtic z rodu Daunů. Sloužil v císařské armádě jako polní maršál a významný vojevůdce v době válek o rakouské dědictví.

## Život

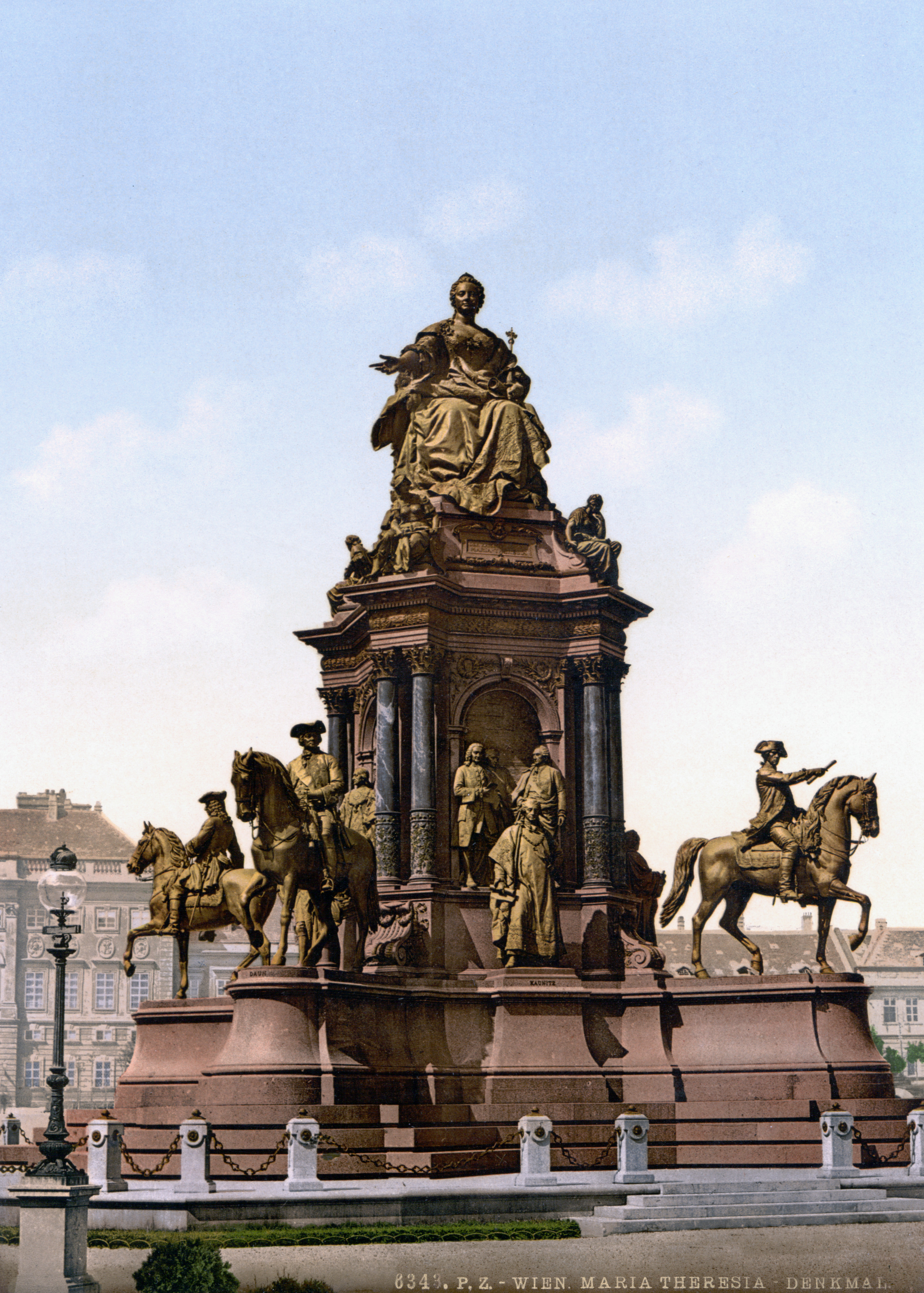
Jezdecká socha maršála Dauna (vlevo v popředí, detail) na památníku Marie Terezie na náměstí Marie Terezie ve Vídni. Autor Kaspar von Zumbusch.

Pocházel ze starého šlechtického rodu Daunů, narodil se jako mladší syn polního maršála Wiricha Filipa hraběte z Daunu, knížete z Thiana a jeho manželky Marie Barbory hraběnky z Herbersteinu. 
Roku 1718 vstoupil do rakouské císařské armády, roku 1731 se stal velícím plukovníkem pěšího pluku, jehož čestným majitelem byl jeho otec. Po konci války o dědictví polské roku 1736 byl jmenován císařským komořím a generálmajorem, po tažení proti Turkům roku 1739 polním podmaršálkem. Podílel se na organizaci vojenské zdravotní služby v Uhrách a do válek o dědictví rakouské vstoupil jako plukovník-majitel pěšího pluku.
Po bitvách u Hohenfriedbergu a Žďáru povýšen na polního zbrojmistra. Za podíl na zpracování výcvikového řádu pro pěchotu a jezdectvo byl roku 1751 jmenován ředitelem vojenské akademie Marie Terezie ve Vídeňském Novém Městě a velícím generálem ve Vídni. V letech 1754–1756 povýšen na polního maršála a jmenován předsedou soudního kolegia dvorské válečné rady.
Po vítězství u Kolína a v důsledku porážky prince Karla Alexandra Lotrinského u Štěrbohol a Lutynie (Leuthenu) roku 1757 převzal vrchní velení nad rakouskou armádou. V letech 1758–9 zmařil plán Fridricha II. na dobytí Olomouce, mj. díky vítězství v bitvě u Domašova, a zvítězil v bitvách u Hochkirchu a Maxenu, zároveň nesl vinu za porážky u Lehnice a Torgavy (1760). Krátce poté byl jmenován státním ministrem a prezidentem dvorské válečné rady.
Byl nositelem Řádu zlatého rouna (1753) a Vojenského řádu Marie Terezie (1758).
Roku 1745 se oženil s Josefou hraběnkou Fuchsovou, ovdovělou hraběnkou Nosticovou, s níž měl dvě děti:
- 1. Marie Terezie (24. 11. 1745 – 19. 10. 1777), manž. 1762 Leopold III. Pálffy z Erdődu (24. 10. 1739 Stupava –  4. 10. 1799 Vídeň)[3]
- 2. František Karel (25. 11. 1746 Vídeň – 17. 4. 1771 Vöcklabruck), manž. 1768 Marie Františka z Auerspergu (30. 8. 1745 – 2. 10. 1818)[4]

Leopold Josef Maria z Daunu zemřel ve Vídni dne 5. února 1766. Byl pohřben ve vídeňské kapli sv. Jiří augustiniánského kostela.